# Heinrich Finke
Heinrich Johannes Finke (Krechting, Westfàlia, 13 de juny de 1855 - Friburg de Brisgòvia, 19 de desembre de 1938) fou un historiador de l'església catòlic. Fou especialista en l'edat mitjana i particularment en l'església de la baixa edat mitjana i anterior a la reforma. Els seus estudis sobre temes hispànics li meresqueren un reconeixement acadèmic a la península.

## Vida
Finke fou fill d'una família modesta i en part autodiacta. De totes maneres aconseguí estudiar a la Universitat de Münster i a la de Tubinga on es llicencià el 1878 i doctorà el 1880; finalment defensà la tesi d'habilitació el 1887. Fou professor a la Universitat de Münster (1891-7) i a la de Friburg de Brisgòvia fins a la jubilació (1898-1928). Tingué certes dificultats pel seu catolicisme i fou president de la Societat Görres (Görres-Gesellschaft zur Pflege der Wissenschaft, societat acadèmica catòlica).
La seva recerca es desenvolupà en part en els arxius catalans i també en els arxius vaticans i tingué com un dels temes la història i la cultura i les relacions internacionals catalanes a la baixa edat mitjana.
Des de 1894 fou membre corresponent estranger de la Reial Acadèmia de Bones Lletres de Barcelona; des de 1924 fou membre corresponent de la Secció Històrico-Arqueològica de l'IEC. Fou també doctor honoris causa per les universitats de Barcelona, Valladolid, Milà i Salamanca i membre d'honor de l'Academia de la Historia (Madrid).

## Obra
- Forschungen und Quellen zur Geschichte des Konstanzer Konzils  (Recerca i fonts sobre la història del concili de Constança), 1889 [tesi d'habilitació]
- Konzilienstudien zur Geschichte des XIII. Jahrhunderts (Estudis conciliars per a la història del segle xiii), 1891
- Acta Concilii Constanciensis, 1896-1928
- Papsttum und Untergang des Templerordens (Il papato e la decadenza dei Templari), 2 vol., 1907
- Acta Aragonensia: Quellen zur deutschen, italien., französ., span., zur Kirchen- u. Kulturgeschichte aus d. diplomat. Korrespondenz Jaymes II. (1291-1327) (Fonts de la correspondència diplomàtica de Jaume II per a la història alemanya, italiana, francesa, espanyola i de l'Església i la cultura), 3 vol. 1908–1922; reimprès 1966–1968
- Weltimperialismus und nationale Regungen im späteren Mittelalter (Imperialisme mundial i moviments nacionals a la baixa edat mitjana) 1916